# 黑暗元素 (第一季)
英國奇幻冒險電視劇《黑暗元素》第一季於2019年11月3日首播，2019年12月22日完結，共8集。改編自菲力普·普曼的同名系列小說。本劇由新線影業和公司製作，於BBC One首播。HBO負責劇集在美國的播出和國際發行。
達芙妮·金領銜出演女主角萊拉·貝拉克，她成長於英國牛津的約旦學院，前往倫敦尋找失蹤的朋友羅傑的過程中，萊拉發現一系列兒童失蹤事件與神秘物質塵埃有所關聯。露絲·威爾遜出演萊拉·貝拉克的生母瑪莉莎·考爾特，她效忠於教誨權威，秘密綁架眾多窮苦兒童用於試驗。安-瑪莉·達芙、克拉克·彼得斯、詹姆斯·考斯摩、阿利安·巴克瑞、威爾·基恩、盧錫安·薩馬蒂、加里·劉易斯、勒溫·勞埃德（Lewin Lloyd）、丹尼爾·弗羅格森（Daniel Frogson）、占士·麥艾禾、林-曼努爾·米蘭達、露塔·格德米納斯、莉亞·威廉姆斯、阿米爾·威爾森、妮娜·索桑亞和安德魯·史考特擔當聯合主演。
本季於2018年7月在英國加的夫開啟主體拍攝，12月14日殺青。在劇集首播前，BBC續訂第二季。

## 主演
- 達芙妮·金 飾 萊拉·貝拉克（Lyra Belacqua）

- 露絲·威爾遜 飾 瑪莉莎·考爾特（Marisa Coulter）

- 安-瑪莉·達芙（英语：Anne-Marie Duff） 飾 瑪·可斯塔（Ma Costa）

- 克拉克·彼得斯 飾 卡恩博士（Dr Carne）

- 詹姆斯·考斯摩（英语：James Cosmo） 飾 法德爾·科拉姆（英语：Farder Coram）

- 阿利安·巴克瑞（英语：Ariyon Bakare） 飾 卡洛·波萊爾公爵（英语：Lord Boreal）[1]

- 威爾·基恩（英语：Will Keen） 飾 麥菲爾神父（Father MacPhail）

- 盧錫安·薩馬蒂（英语：Lucian Msamati） 飾 約翰·法阿（John Faa）

- 加里·劉易斯（英语：Gary Lewis (actor)） 飾 索羅德（Thorold）

- 勒溫·勞埃德（Lewin Lloyd） 飾 羅傑·帕斯洛（英语：Roger Parslow）

- 丹尼爾·弗羅格森（Daniel Frogson） 飾 東尼·可斯塔（Tony Costa）

- 占士·麥艾禾 飾 艾塞列·貝拉克（Lord Asriel Belacqua）

- 林-曼努爾·米蘭達 飾 李·史科比（Lee Scoresby）

- 露塔·格德米納斯 飾 席拉芬娜·帕可拉（Serafina Pekkala）[2]

- 莉亞·威廉姆斯（英语：Lia Williams） 飾 庫珀博士（Dr Cooper）[3]

- 阿米爾·威爾森（英语：Amir Wilson） 飾 威爾·帕里（英语：Will Parry (His Dark Materials)）[4]

- 妮娜·索桑亞（英语：Nina Sosanya） 飾 伊萊恩·帕里（Elaine Parry）[3]

- 安德魯·史考特 飾 約翰·帕里上校（Colonel John Parry）[5]

## 集數
| 1 | 1 | 萊拉的約旦   | 湯姆·霍伯     | 傑克·索恩 | 2019年11月3日（英國）  | 9.72（英國）  |
| 1 | 1 | 萊拉的約旦   | 湯姆·霍伯     | 傑克·索恩 | 2019年11月4日（美國）  | 0.424（美國） |
| 萊拉·貝拉克成長於英國牛津的約旦學院。她未曾見過父母，僕從羅傑·帕斯洛和守護精靈潘拉蒙陪伴她長大。萊拉崇拜她的叔叔艾塞列公爵，他是一名極地探險家。艾塞列關於塵埃和多元宇宙的研究被教誨權威視為異端。在艾塞列匯報自己在極地的發現成果之前，約旦學院的院長卡恩博士暗中在他的飲酒中投毒。目睹一切的萊拉及時解救了叔叔，艾塞列選擇不再追究此事。卡恩通過「真理探測儀」（俗稱為「黃金羅盤」）預見到萊拉對未來的重要性。在艾塞列離開牛津繼續他的探險之後，卡恩將黃金羅盤送給萊拉，並將她交給瑪莉莎·考爾特扶養。考爾特夫人同意接收萊拉為門徒。神秘組織「吞人獸」（Gobblers）綁架了羅傑和另一名吉普賽兒童比利·可斯塔。萊拉為找回同伴羅傑，決定隨同考爾特夫人前往吞人獸可能藏身的倫敦。一眾吉普賽人為尋找失蹤的兒童，同樣向倫敦出發。                                 |   |              |               |           |                        |               |
| 2 | 2 | 北地傳奇     | 湯姆·霍伯     | 傑克·索恩 | 2019年11月10日（英國） | 7.71（英國）  |
| 2 | 2 | 北地傳奇     | 湯姆·霍伯     | 傑克·索恩 | 2019年11月11日（美國） | 0.369（美國） |
| 萊拉住到考爾特夫人的家中之後，對她隱秘的行事風格產生懷疑。吉普賽人找到綁架兒童組織的一處據點，但是他們已經提前轉移。主教法庭的執行官波萊爾公爵來到約旦學院。為了確認艾塞列公爵從北方帶回的是否為斯坦尼斯勞斯·格魯曼的頭顱，他通過特定位置的「凌空之窗」穿越到另一個世界，要求名為托馬斯的人查找以魚鷹為守護精靈的男子。主教派遣麥克菲神父來到考爾特夫人家，警告她以及她所領導的倫敦總祭祀委員會要低調做事。考爾特夫人來到關押兒童的新地點，告知他們馬上要啟程向北極出發。與此同時，萊拉偷偷潛入考爾特夫人的書房，發現她正在設計一個叫做「實驗站」的實驗室，用於人與精靈之間關係的秘密研究。萊拉趁著考爾特夫人舉辦酒會的時候逃了出去。當晚，她被一個男人從背後挾持。                                                                                |   |              |               |           |                        |               |
| 3 | 3 | 間諜         | 道恩·沙德福斯 | 傑克·索恩 | 2019年11月17日（英國） | 7.22（英國）  |
| 3 | 3 | 間諜         | 道恩·沙德福斯 | 傑克·索恩 | 2019年11月18日（美國） | 0.348（美國） |
| 比利的哥哥東尼·可斯塔和朋友班傑明無意之中救下萊拉，將她帶至吉普賽人的船上。考爾特夫人搜查約旦學院，得知萊拉隨身攜帶著真理儀，她隨後派出兩隻間諜飛蟲追蹤萊拉。波萊爾公爵穿越到另一個世界，托馬斯告訴他格魯曼是來自與波萊爾同一世界的約翰·帕里上校，他是前海軍陸戰隊員和探險家，於13年前被推定死亡。格魯曼在另一個世界中還有妻子和兒子，波萊爾僱人查找他們的下落。萊拉說服吉普賽人首領約翰·法阿以及眾人乘船北上，找尋丟失的孩子。東尼和班傑明潛入考爾特夫人的住所，找到眾多失蹤孩子的名單。他們被考爾特夫人發現，班傑明不願被審問，墜入電梯井自殺身亡，東尼僥倖逃脫。萊拉嘗試解讀真理儀，提前得知班傑明死亡。她與守護精靈潘拉蒙抓住一隻間諜飛蟲，另一隻逃回考爾特夫人的身邊，告知她萊拉的蹤跡。                                                      |   |              |               |           |                        |               |
| 4 | 4 | 盔甲         | 奧托·巴瑟斯特 | 傑克·索恩 | 2019年11月24日（英國） | 6.88（英國）  |
| 4 | 4 | 盔甲         | 奧托·巴瑟斯特 | 傑克·索恩 | 2019年11月25日（美國） | 0.396（美國） |
| 氣球駕駛員李·史科比與他的守護精靈赫斯特前往北方城鎮特羅爾桑德，尋找被放逐的武裝熊歐瑞克·拜尼森。當地的教會當局設計偷竊了它的盔甲，迫使它成為負責處理金屬的契約勞工。法德爾·科拉姆聯繫他的舊情人女巫席拉芬娜·帕可拉，她的守護精靈凱薩答應科拉姆幫助保護吉普賽人。萊拉與吉普賽人經過特羅爾桑德，儘管約翰·法阿不信任歐瑞克，萊拉仍然設法取得它的幫助。萊拉通過真理儀感知到盔甲被藏在教堂地下室，歐瑞克成功取回盔甲。歐瑞克和史科比加入吉普賽人，繼續北上。與此同時，教會當局試圖免除考爾特夫人的所有公職，將總祭祀委員會的領導權交給麥克菲爾神父。考爾特夫人以艾塞列公爵相威脅，他當前被武裝熊首領奧夫·雷克森囚禁，迫使教會同意自己繼續推進項目。考爾特夫人來到北方與武裝熊首領雷克森會面，以說服教會為它舉行洗禮為交換條件，獲得艾塞列公爵的控制權。 |   |              |               |           |                        |               |
| 5 | 5 | 迷失的男孩   | 奧托·巴瑟斯特 | 傑克·索恩 | 2019年12月1日（英國）  | 6.69（英國）  |
| 5 | 5 | 迷失的男孩   | 奧托·巴瑟斯特 | 傑克·索恩 | 2019年12月2日（美國）  | 0.467（美國） |
| 萊拉、李·史科比與吉普賽人繼續北上尋找被綁架的孩子。在歐瑞克的陪同下，真理儀指引萊拉前往附近的漁村。另一個世界中，威爾·帕里是一名高中生，父親失蹤之後，他需要照顧患有精神疾病的母親伊萊恩。波萊爾公爵和托馬斯找到帕里一家，他們希望打聽威爾的父親約翰的下落。伊萊恩向威爾展示父親的信件。波萊爾潛入威爾的房間調查，他認為約翰失蹤後，一直穿梭於多元世界之中。席拉芬娜·帕可拉與法德爾·科拉姆會面，兩人討論多元世界以及即將到來的戰爭。萊拉和歐瑞克在漁村中發現比利·可斯塔，有人通過手術方法將他與守護精靈強行切割。他們將比利送交給吉普賽人，但是他很快過世。當晚，萊拉被神秘組織綁架，送至「吞人獸」的基地伯爾凡加（Bolvangar）。 |   |              |               |           |                        |               |
| 6 | 6 | 守護精靈牢籠 | 尤若斯·林恩   | 傑克·索恩 | 2019年12月8日（英國）  | 6.36（英國）  |
| 6 | 6 | 守護精靈牢籠 | 尤若斯·林恩   | 傑克·索恩 | 2019年12月9日（美國）  | 0.393（美國） |
| 萊拉化名莉齊，在秘密基地遇到好友羅傑。她探查得知這裡的工作人員正在以虜獲的孩子作為研究對象，進行切割守護精靈的實驗。考爾特夫人前來查看研究進展，聽到萊拉在裝置內呼喊，將她救下。考爾特夫人試圖說服萊拉留在身邊，表示實驗是為了避免孩子感染罪惡的根源「塵埃」。萊拉謊稱將真理儀交給考爾特夫人，盒子中的間諜飛蟲偷襲了她。萊拉趁機逃脫之後，破壞實驗設備，引起混亂。吉普賽人、李·史科比與歐瑞克·拜尼森及時趕到，在女巫席拉芬娜·帕可拉的幫助下，戰勝看守韃靼人，解救所有被綁架的孩子。考爾特夫人獨自逃走。萊拉、羅傑與歐瑞克乘坐李·史科比的氣球，向北飛行，前去斯瓦爾巴群島解救艾塞列公爵。途中他們遭遇峭壁鬼的攻擊，萊拉在混戰中掉下氣球。與此同時，威爾在另一個世界閱讀父親的信件，托馬斯暗中監視他。                                               |   |              |               |           |                        |               |
| 7 | 7 | 死戰         | 傑米·柴爾茲   | 傑克·索恩 | 2019年12月15日（英國） | 6.08（英國）  |
| 7 | 7 | 死戰         | 傑米·柴爾茲   | 傑克·索恩 | 2019年12月16日（美國） | 0.485（美國） |
| 萊拉落地之後，被武裝熊俘虜送至首領奧夫·雷克森在斯瓦爾巴群島的宮殿。她欺騙奧夫稱自己是歐瑞克·拜尼森在伯爾凡加創造的守護精靈，說服它與歐瑞克單獨決鬥。歐瑞克在戰鬥中身受重傷，最終為保護萊拉殺死奧夫，成為武裝熊的國王。羅傑與萊拉會合，跟隨歐瑞克前往艾塞列公爵的實驗室。教誨權威得知奧夫被殺死，派遣考爾特夫人、麥菲爾神父以及眾多戰士前往北方。席拉芬娜·帕可拉勸說李·史科比繼續幫助萊拉。與此同時，威爾在另一個世界意識到危險，將母親伊萊恩暫時託付給鄰居漢威老師照顧。波萊爾公爵希望獲得約翰·帕里留下的信件，派遣托馬斯與另一名特工潛入威爾家中。威爾殺死托馬斯，沒有與母親道別，帶著信件逃離此地。 |   |              |               |           |                        |               |
| 8 | 8 | 背叛         | 傑米·柴爾茲   | 傑克·索恩 | 2019年12月22日（英國） | 5.87（英國）  |
| 8 | 8 | 背叛         | 傑米·柴爾茲   | 傑克·索恩 | 2019年12月23日（美國） | 0.502（美國） |
| 在斯瓦爾巴的實驗室，艾塞列公爵向萊拉介紹他對塵埃和多元世界的研究。教誨權威認為塵埃是人類罪惡的根源，因此一直設法阻止他的研究。艾塞列瞞著萊拉，將羅傑騙至山頂的極光附近，把他放入實驗籠內，計劃將他與守護精靈切割，用來獲得足夠的能量開啟極光通道（「星橋」），通往多元世界。萊拉與歐瑞克率領大批武裝熊前往援救羅傑，途中遭遇考爾特夫人和教誨權威的士兵，雙方發生戰鬥。萊拉獨自登上山頂，目睹艾塞列拉動控制器，殺死了羅傑，同時開啟極光通道。考爾特夫人與艾塞列會面，艾塞列勸她一同進入星橋，考爾特夫人因掛念萊拉拒絕了他。考爾特夫人離開之後，萊拉進入多元世界。與此同時，在另一個世界，波萊爾公爵設法追查威爾的下落，報警將威爾列為失蹤青年。為躲避警方調查，威爾進入可以通往多元世界的「凌空之窗」。                                             |   |              |               |           |                        |               |

## 製作

### 開發
2018年3月8日，BBC宣布湯姆·霍伯已簽約成為導演，此外達芙妮·金將飾演女主角萊拉·貝拉克，林-曼努爾·米蘭達將飾演冒險家李·史科比。2018年6月8日，宣布了占士·麥艾禾、克拉克·彼得斯和露絲·威爾遜已經簽約加入演員陣容。7月27日，BBC正式公佈選角。8月，《廣播時報》透露，露塔·格德米納斯將飾演女巫女王席拉芬娜·帕可拉的角色。

### 拍攝
劇集第一季於2018年7月在加的夫正式開拍，12月14日殺青。

## 音樂
劇集第一季的音樂原聲帶全部由羅恩·巴夫作曲，音樂精選輯的數位版於2019年11月3日在亞馬遜和iTunes上發行，原聲帶於2019年12月20日發行。

### 精選輯
| 曲序     | 曲目     | 时长  |
| -------- | -------- | ----- |
| 1.       |          | 1:38  |
| 2.       |          | 4:35  |
| 3.       |          | 2:20  |
| 4.       |          | 3:54  |
| 5.       |          | 3:06  |
| 6.       |          | 2:58  |
| 7.       |          | 2:42  |
| 8.       |          | 2:50  |
| 9.       |          | 1:24  |
| 10.      |          | 3:38  |
| 11.      |          | 3:13  |
| 12.      |          | 2:30  |
| 13.      |          | 2:05  |
| 14.      |          | 3:03  |
| 15.      |          | 2:15  |
| 16.      |          | 2:07  |
| 17.      |          | 2:43  |
| 18.      |          | 2:34  |
| 19.      |          | 3:15  |
| 总时长： | 总时长： | 52:50 |

### 原聲帶
| 碟1      | 碟1      | 碟1   |
| 曲序     | 曲目     | 时长  |
| -------- | -------- | ----- |
| 1.       |          | 2:00  |
| 2.       |          | 4:09  |
| 3.       |          | 1:49  |
| 4.       |          | 2:52  |
| 5.       |          | 1:38  |
| 6.       |          | 2:32  |
| 7.       |          | 1:53  |
| 8.       |          | 3:13  |
| 9.       |          | 2:02  |
| 10.      |          | 3:34  |
| 11.      |          | 2:29  |
| 12.      |          | 1:45  |
| 13.      |          | 4:09  |
| 14.      |          | 2:56  |
| 15.      |          | 1:36  |
| 16.      |          | 2:41  |
| 17.      |          | 1:16  |
| 总时长： | 总时长： | 42:34 |

| 碟2      | 碟2      | 碟2   |
| 曲序     | 曲目     | 时长  |
| -------- | -------- | ----- |
| 1.       |          | 1:35  |
| 2.       |          | 3:40  |
| 3.       |          | 2:18  |
| 4.       |          | 3:17  |
| 5.       |          | 2:13  |
| 6.       |          | 3:05  |
| 7.       |          | 3:03  |
| 8.       |          | 2:11  |
| 9.       |          | 2:42  |
| 10.      |          | 2:15  |
| 11.      |          | 3:27  |
| 12.      |          | 2:35  |
| 13.      |          | 2:27  |
| 14.      |          | 2:47  |
| 15.      |          | 4:41  |
| 16.      |          | 1:21  |
| 总时长： | 总时长： | 43:37 |

## 迴響

### 評價
《黑暗元素》第一季受到廣泛好評。在影視匯總點評網站爛番茄上，劇集獲得80%的「認證新鮮」標牌，6.99/10分（96位劇評人）。《黑暗元素》第一季在Metacritic網站上獲得了「普遍好評」，69/100分（22位劇評人）。

### 英國收視
| 序 | 標題         | 播出日期       | 當日收視         | 當日收視      | 總收視          | 總收視           | 來源         |
| 序 | 標題         | 播出日期       | 收視人數（百萬） | 收視份額（%） | 7日收視（百萬） | 28日收視（百萬） | 來源         |
| -- | ------------ | -------------- | ---------------- | ------------- | --------------- | ---------------- | ------------ |
| 1  | 萊拉的約旦   | 2019年11月3日  | 7.2              | 31.9          | 9.72            | 11.43            | [ 25 ] [ 6 ] |
| 2  | 北地傳奇     | 2019年11月10日 | 5.7              | 26.6          | 7.71            | 8.91             | [ 26 ] [ 6 ] |
| 3  | 間諜         | 2019年11月17日 | 5.4              | 24.9          | 7.22            | 8.26             | [ 27 ] [ 6 ] |
| 4  | 盔甲         | 2019年11月24日 | 5.2              | 25.0          | 6.88            | 7.91             | [ 28 ] [ 6 ] |
| 5  | 迷失的男孩   | 2019年12月1日  | 5.1              | 25.3          | 6.69            | 8.07             | [ 29 ] [ 6 ] |
| 6  | 守護精靈牢籠 | 2019年12月8日  | 不適用           | 不適用        | 6.36            | 7.71             | [ 6 ]        |
| 7  | 死戰         | 2019年12月15日 | 不適用           | 不適用        | 6.08            | 7.56             | [ 6 ]        |
| 8  | 背叛         | 2019年12月22日 | 4.1              | 19.7          | 5.87            | 7.12             | [ 30 ] [ 6 ] |

### 美國收視
| 序 | 標題         | 播出日期       | 收視率 （18–49歲） | 收視率變化 （%） | 收視人数 （百萬） | 收視人数變化 （%） | DVR收視率 （18–49歲） | DVR收視人数 （百萬） | 總收視率 （18–49歲） | 總收視人数 （百萬） |
| -- | ------------ | -------------- | ------------------ | ---------------- | ----------------- | ------------------ | --------------------- | -------------------- | -------------------- | ------------------- |
| 1  | 萊拉的約旦   | 2019年11月4日  | 0.11               | 不適用           | 0.424             | 不適用             | 0.08                  | 0.386                | 0.19                 | 0.810               |
| 2  | 北地傳奇     | 2019年11月11日 | 0.08               | −27.27▼          | 0.369             | −12.97▼            | 0.10                  | 0.324                | 0.17                 | 0.693               |
| 3  | 間諜         | 2019年11月18日 | 0.10               | +25▲             | 0.348             | −5.69▼             | 不適用                | 0.261                | 不適用               | 0.609               |
| 4  | 盔甲         | 2019年11月25日 | 0.08               | −20▼             | 0.396             | +13.79▲            | 0.06                  | 0.233                | 0.14                 | 0.629               |
| 5  | 迷失的男孩   | 2019年12月2日  | 0.09               | +12.5▲           | 0.467             | +17.93▲            | 0.11                  | 0.349                | 0.19                 | 0.816               |
| 6  | 守護精靈牢籠 | 2019年12月9日  | 0.10               | +11.11▲          | 0.393             | −15.85▼            | 0.10                  | 0.378                | 0.20                 | 0.771               |
| 7  | 死戰         | 2019年12月16日 | 0.13               | +30▲             | 0.485             | +23.41▲            | 0.08                  | 0.317                | 0.21                 | 0.802               |
| 8  | 背叛         | 2019年12月23日 | 0.10               | −30.77▼          | 0.502             | +3.51▲             | 0.08                  | 0.321                | 0.18                 | 0.823               |

## 發行
2019年7月18日，HBO在聖地牙哥國際漫畫展上發佈了第一支預告片。2019年9月12日，BBC公佈劇集將於2019年11月3日在英國和愛爾蘭首播，HBO將於2019年11月4日首播。

### 影碟發行
| 《黑暗元素》第一季 |          |              |              |               |               |               |               |
| 影碟詳情           |          |              |              |               |               |               |               |
| - 8集／3碟裝       |          |              |              |               |               |               |               |
| DVD                | DVD      | 區域1        | 區域1        | 區域2         | 區域2         | 區域4         | 區域4         |
| 發行日期           | 發行日期 | 2020年8月4日 | 2020年8月4日 | 2020年1月27日 | 2020年1月27日 | 2020年8月5日  | 2020年8月5日  |
| 藍光影碟           | 藍光影碟 | A區          | A區          | A區           | B區           | B區           | B區           |
| 發行日期           | 發行日期 | 2020年8月4日 | 2020年8月4日 | 2020年8月4日  | 2020年1月27日 | 2020年1月27日 | 2020年1月27日 |

## 備註
1. 1 2 3 4 5 6  導演威廉·麥格雷戈（英语：William McGregor (director)）執導有關威爾的世界故事線部分[8]。
2. ↑  第一季第1集《萊拉的約旦》7日總收視人數：電視端為941.96萬，電腦端為18.65萬，平板端為7.99萬，智慧型手機端為3.73萬。
3. ↑  第一季第1集《萊拉的約旦》28日總收視人數：電視端為1096.65萬，電腦端為28.51萬，平板端為11.77萬，智慧型手機端為6.16萬。
4. ↑  第一季第2集《北地傳奇》7日總收視人數：電視端為747.14萬，電腦端為14.32萬，平板端為6.35萬，智慧型手機端為3.12萬。
5. ↑  第一季第2集《北地傳奇》28日總收視人數：電視端為855.62萬，電腦端為21.11萬，平板端為9.16萬，智慧型手機端為4.96萬。
6. ↑  第一季第3集《間諜》7日總收視人數：電視端為699.73萬，電腦端為12.97萬，平板端為5.97萬，智慧型手機端為3.10萬。
7. ↑  第一季第3集《間諜》28日總收視人數：電視端為7.93萬，電腦端為18.94萬，平板端為8.63萬，智慧型手機端為4.83萬。
8. ↑  第一季第4集《盔甲》7日總收視人數：電視端為665.88萬，電腦端為12.63萬，平板端為6.03萬，智慧型手機端為3.17萬。
9. ↑  第一季第4集《盔甲》28日總收視人數：電視端為759.95萬，電腦端為17.98萬，平板端為8.52萬，智慧型手機端為4.84萬。
10. ↑  第一季第5集《迷失的男孩》7日總收視人數：電視端為647.84萬，電腦端為12.02萬，平板端為5.93萬，智慧型手機端為3.16萬。
11. ↑  第一季第5集《迷失的男孩》28日總收視人數：電視端為777.15萬，電腦端為17.06萬，平板端為8.36萬，智慧型手機端為4.75萬。
12. ↑  第一季第6集《守護精靈牢籠》7日總收視人數：電視端為615.23萬，電腦端為11.48萬，平板端為5.93萬，智慧型手機端為3.23萬。
13. ↑  第一季第6集《守護精靈牢籠》28日總收視人數：電視端為742.84萬，電腦端為15.90萬，平板端為8.08萬，智慧型手機端為4.61萬。
14. ↑  第一季第7集《死戰》7日總收視人數：電視端為583.78萬，電腦端為14.16萬，平板端為6.27萬，智慧型手機端為3.54萬。
15. ↑  第一季第7集《死戰》28日總收視人數：電視端為724.35萬，電腦端為18.66萬，平板端為8.32萬，智慧型手機端為4.85萬。
16. ↑  第一季第8集《背叛》7日總收視人數：電視端為568.00萬，電腦端為10.06萬，平板端為5.54萬，智慧型手機端為2.93萬。
17. ↑  第一季第8集《背叛》28日總收視人數：電視端為685.45萬，電腦端為14.90萬，平板端為7.67萬，智慧型手機端為4.32萬。
18. 1 2 3 4 5 6 7 8 9 10 11 12 13 14 15 16 17 18 19 20 21 22 23 24 25 26 27 28    Live+7收視不可查，此處為Live+3收視。

## 資料來源
1. ↑  . BBC Media Centre. 2019-10-24  [2019-10-24]. （原始内容存档于2019-10-24） （英国英语）.
2. 1 2  . Radio Times. 2018-08-24  [2018-09-17]. （原始内容存档于2018-09-17） （英语）.
3. 1 2  . Radio Times.   [2019-11-20]. （原始内容存档于2020-11-10） （英国英语）.
4. ↑  Elderkin, Beth. . Gizmodo. 2019-06-08  [2019-11-17]. （原始内容存档于2019-11-16） （英语）.
5. ↑  White, Peter. . Deadline Hollywood. 2019-08-19  [2019-11-17]. （原始内容存档于2019-11-08）.
6. 1 2 3 4 5 6 7 8 9 10 11 12 13 14 15 16  . Broadcasters' Audience Research Board.   [2019-12-17]. （原始内容存档于2019-02-02） （英国英语）.
7. 1 2  Metcalf, Mitch. . Showbuzz Daily. 2019-11-05  [2019-11-05]. （原始内容存档于2019-11-05） （美国英语）.
8. ↑  Romano, Nick. . Entertainment Weekly. 2019-12-02  [2020-07-17]. （原始内容存档于2020-02-12） （美国英语）.
9. 1 2  Metcalf, Mitch. . Showbuzz Daily. 2019-11-12  [2019-11-12]. （原始内容存档于2019-11-12） （美国英语）.
10. 1 2  Metcalf, Mitch. . Showbuzz Daily. 2019-11-19  [2019-11-19]. （原始内容存档于2019-11-20） （美国英语）.
11. 1 2  Metcalf, Mitch. . Showbuzz Daily. 2019-11-26  [2019-11-26]. （原始内容存档于2019-11-28） （美国英语）.
12. 1 2  Metcalf, Mitch. . Showbuzz Daily. 2019-12-04  [2019-12-05]. （原始内容存档于2019-12-04） （美国英语）.
13. 1 2  Metcalf, Mitch. . Showbuzz Daily. 2019-12-10  [2019-12-10]. （原始内容存档于2019-12-10） （美国英语）.
14. 1 2  Metcalf, Mitch. . Showbuzz Daily. 2019-12-17  [2019-12-17]. （原始内容存档于2019-12-17） （美国英语）.
15. 1 2  Metcalf, Mitch. . Showbuzz Daily. 2019-12-24  [2019-12-25]. （原始内容存档于2019-12-25） （美国英语）.
16. ↑  Wiseman, Peter White,Andreas. . Deadline. 2018-03-08  [2018-09-17]. （原始内容存档于2018-08-05） （美国英语）.
17. ↑  White, Peter. . Deadline. 2018-06-08  [2018-09-17]. （原始内容存档于2018-06-21） （美国英语）.
18. ↑  . BBC Media Centre. 2018-07-27  [2018-08-13]. （原始内容存档于2019-05-17） （英国英语）.
19. ↑  . BBC. 2018-07-27  [2018-09-17]. （原始内容存档于2019-05-17） （英国英语）.
20. ↑  His Dark Materials [@darkmaterials].  (推文). 2018-12-14 –Twitter.
21. ↑  .   [2019-11-07]. （原始内容存档于2020-10-27） （美国英语）.
22. ↑  .   [2020-12-20]. （原始内容存档于2020-11-10） （美国英语）.
23. ↑  . 爛番茄.   [2020-11-25]. （原始内容存档于2019-11-19） （美国英语）.
24. ↑  . Metacritic.   [2020-11-25]. （原始内容存档于2019-11-05） （美国英语）.
25. ↑  Goldbart, Max. . broadcastnow. 2019-11-04  [2019-11-07]. （原始内容存档于2019-11-07） （英国英语）.
26. ↑  Parker, Robin. . broadcastnow. 2019-11-11  [2019-11-11]. （原始内容存档于2019-11-11） （英国英语）.
27. ↑  . broadcastnow. 2019-11-18  [2019-11-19]. （原始内容存档于2019-11-19） （英国英语）.
28. ↑  Goldbart, Max. . broadcastnow. 2019-11-25  [2019-11-28]. （原始内容存档于2019-11-27） （英国英语）.
29. ↑  Farber, Alex. . broadcastnow. 2019-12-02  [2019-12-02]. （原始内容存档于2019-12-27） （英国英语）.
30. ↑  Parker, Robin. . broadcastnow. 2019-12-23  [2019-12-25]. （原始内容存档于2019-12-25） （英国英语）.
31. ↑  . TV Series Finale. 2019-12-24  [2020-10-23]. （原始内容存档于2020-10-27） （美国英语）.
32. ↑  . TV Series Finale. 2019-12-24  [2020-10-23]. （原始内容存档于2020-10-27） （美国英语）.
33. ↑  Pucci, Douglas. . Programming Insider. 2019-11-15  [2019-11-25]. （原始内容存档于2021-06-12） （美国英语）.
34. ↑  Welch, Alex. . TV by the Numbers. 2019-11-23  [2019-11-23]. （原始内容存档于2019-11-27） （美国英语）.
35. ↑  Pucci, Douglas. . Programming Insider. 2019-11-22  [2020-07-07]. （原始内容存档于2022-03-17） （美国英语）.
36. ↑  Pucci, Douglas. . Programming Insider. 2019-12-04  [2020-07-07]. （原始内容存档于2020-10-27） （美国英语）.
37. ↑  Pucci, Douglas. . Programming Insider. 2019-12-06  [2020-07-07]. （原始内容存档于2022-03-17） （美国英语）.
38. ↑  Pucci, Douglas. . Programming Insider. 2019-12-13  [2020-07-07]. （原始内容存档于2020-11-10） （美国英语）.
39. ↑  Pucci, Douglas. . Programming Insider. 2019-12-21  [2020-07-07]. （原始内容存档于2020-04-08） （美国英语）.
40. ↑  Pucci, Douglas. . Programming Insider. 2019-12-27  [2020-07-07]. （原始内容存档于2020-01-02） （美国英语）.
41. ↑  Pucci, Douglas. . Programming Insider. 2020-01-05  [2020-07-07]. （原始内容存档于2020-01-12） （美国英语）.
42. ↑  . indiewire. 2019-07-18  [2019-07-19]. （原始内容存档于2019-07-19）.
43. ↑  White, Peter. . Deadline. 2019-09-12  [2019-09-20]. （原始内容存档于2019-09-23） （美国英语）.
44. ↑  .   [2020-07-07]. （原始内容存档于2020-10-27） –Amazon （美国英语）.
45. ↑  .   [2020-07-07]. （原始内容存档于2020-07-08） –Amazon （英国英语）.
46. ↑  .   [2020-07-07]. （原始内容存档于2020-07-08） –JB Hi-Fi （英国英语）.
47. ↑  .   [2020-07-07]. （原始内容存档于2020-10-27） –Amazon （美国英语）.
48. ↑  .   [2020-07-07]. （原始内容存档于2020-10-27） –Amazon （英国英语）.